# واي اوه غوتي
واي اوه غوتي (بالإنجليزية: Yo Gotti) هو شخصية أعمال ومغني أمريكي، ولد في 19 مايو 1981 في ممفيس في الولايات المتحدة.

## وصلات خارجية
- يو غوتي على موقع ميوزك برينز (الإنجليزية)
- يو غوتي على موقع أول ميوزيك (الإنجليزية)
- يو غوتي على موقع ديسكوغز (الإنجليزية)